# Općina Đulovac
Đulovac (ungarisch Gjulaves, deutsch (veraltet) Wercke) ist eine Gemeinde in der Gespanschaft Bjelovar-Bilogora in Kroatien.
Die Gemeinde Ðulovac liegt im südlichen Teil der Gespanschaft Bjelovar-Bilogora, am Übergang vom Papuk Gebirge zum Ilova Gebiet.

## Ortschaften und Einwohner
Die Gesamtgemeinde Đulovac hatte laut der Volkszählung 2011, 3345 Einwohner verteilt auf 29 Ortschaften:
| - Bastajski Brđani – 0 - Batinjani – 247 - Batinjska Rijeka – 30 - Borova Kosa – 91 - Dobra Kuća – 15 - Donja Vrijeska – 76 - Donje Cjepidlake – 3 - Đulovac – 957 - Gornja Vrijeska – 42 - Gornje Cjepidlake – 46 - Katinac – 115 - Koreničani – 246 - Kravljak – 22 - Mala Babina Gora – 32 - Mala Klisa – 2 | - Mali Bastaji – 112 - Mali Miletinac – 22 - Maslenjača – 174 - Nova Krivaja – 70 - Potočani – 70 - Puklica – 106 - Removac – 19 - Stara Krivaja – 0 - Škodinovac – 35 - Velika Babina Gora – 55 - Velika Klisa – 0 - Veliki Bastaji – 502 - Veliki Miletinac – 59 - Vukovije – 97 |

### Bevölkerung
Laut der Volkszählung 2011 lebten zu diesem Zeitpunkt auf dem politisch zur Gemeinde Đulovac gehörenden Gebiet 3245 Menschen, darunter:
- Kroaten – 2720 (83,82 %)
- Serben – 427 (13,16 %)
- Tschechen – 34 (1,05 %)
- Ungarn – 15
- Roma – 8
- Italiener – 6
- Mazedonier – 5
- Bosniaken – 4
- Albaner – 2
- Deutsche – 1
- Russinen – 1
- Slowenen – 1
- andere – 21

### Frühgeschichte
Beim Massaker von Potočani wurden vor rund 6200 Jahren 41 Menschen getötet.
Ihre Leichen wurden ohne Bestattungsritual und ohne Grabbeigaben in einem Massengrab auf dem Gebiet der heutigen Gemeinde Općina Velika abgelegt.